# Arnold von Lasaulx

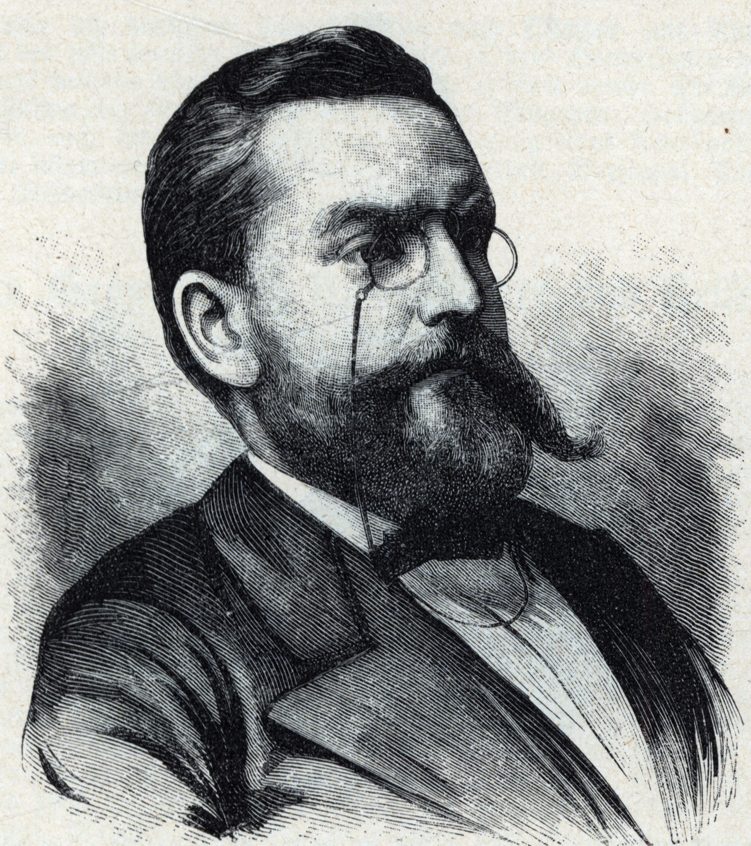
Arnold von Lasaulx

Arnold Constantin Peter Franz von Lasaulx (* 18. Juli 1839 in Kastellaun; † 25. Januar 1886 in Bonn) war ein Mineraloge und Geologe.

## Leben
Arnold von Lasaulx widmete sich zunächst der bergmännischen Praxis. Ab 1861 studierte er an der Rheinischen Friedrich-Wilhelms-Universität Geologie. 1862 wurde er im Corps Saxonia Bonn recipiert (xxx,x,x,x). Als Inaktiver wechselte er an die Friedrich-Wilhelms-Universität zu Berlin. 1865 wurde er in Bonn zum Dr. phil. promoviert. 1869 habilitierte er sich in Bonn. 1875 ging er als a.o. Professor an die Schlesische Friedrich-Wilhelms-Universität Breslau. 1880 kam er auf den Lehrstuhl der Christian-Albrechts-Universität zu Kiel. Noch im selben Jahr wechselte er nach Bonn, wo er mit 46 Jahren starb.

## Ehrungen
- Ehrenmitglied des Corps Saxonia Bonn

## Werke

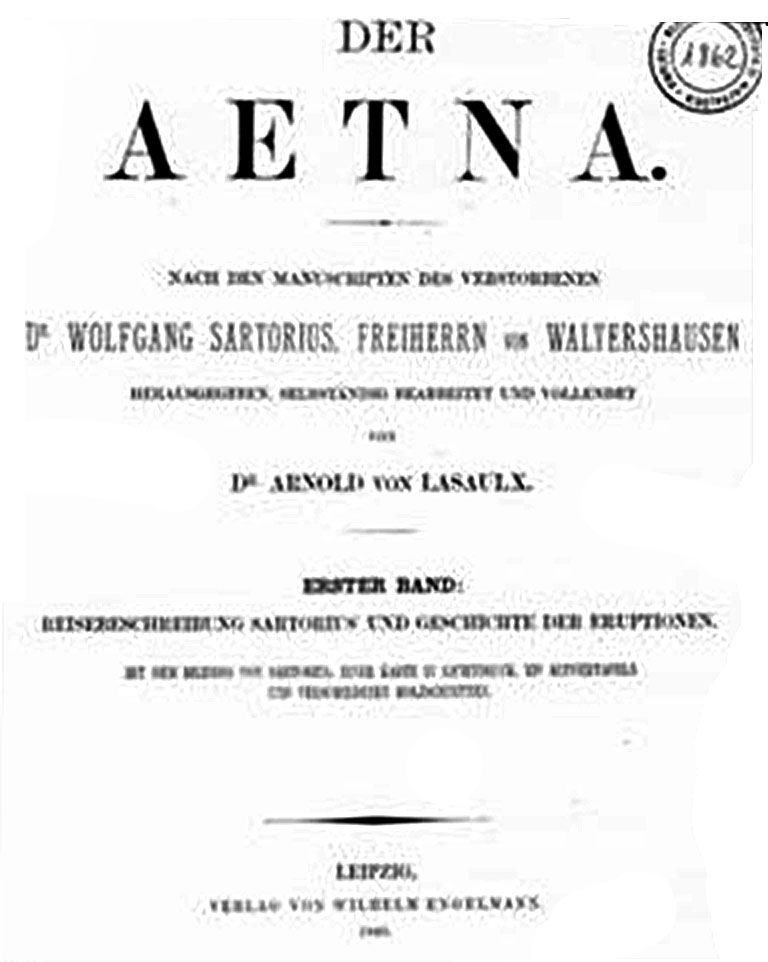
Der Aetna

- Petrographische Studien an den vulkanischen Gesteinen der Auvergne (Stuttgart 1868–71);
- Das Erdbeben von Herzogenrath vom 22. Okt. 1873 (Bonn 1874);
- Das Erdbeben von Herzogenrath vom 24. Juni 1877 (Bonn 1878);
- Elemente der Petrographie(Bonn 1875);
- Über vulkanische Kraft (n. d. Engl. von Mallet, das. 1875);
- Aus Irland, Reiseskizzen und Studien (Bonn 1877);
- Sizilien. Ein geographisches Charakterbild (Bonn 1879);
- Der Ätna, nach Sartorius v. Waltershausens nachgelassenen Manuskripten selbständig herausgegeben, bearbeitet und vollendet (Leipzig 1880);
- Die Bausteine des Kölner Doms (Bonn 1882);
- Einführung in die Gesteinslehre (Berl. 1886); die kleinen Schriften:
- Irland und Sizilien (Berlin 1883) und
- Wie das Siebengebirge entstand (1884).